# Kazuyoshi Kaneko

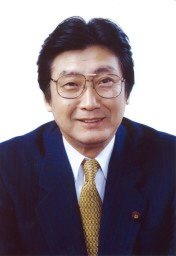
Kazuyoshi Kaneko, 2018

Kazuyoshi Kaneko (jap. 金子 一義, Kaneko Kazuyoshi; * 20. Dezember 1942 in der Präfektur Gifu) ist ein ehemaliger japanischer Politiker der Liberaldemokratischen Partei (LDP), darin zuletzt der Kishida-Faktion. Er war von 1986 bis 2017 Abgeordneter aus Gifu im Shūgiin, dem Unterhaus des nationalen Parlaments, und zweimal Minister.

## Leben
Kaneko ist der älteste Sohn des Shūgiin-Abgeordneten und Finanzministers Ippei Kaneko. Sein Studium der Wirtschaftswissenschaften an der Keiō-Universität schloss er 1966 ab. Zunächst verfolgte Kaneko eine Karriere in der Privatwirtschaft, bis 1986 arbeitete er für die K.K. Nippon Chōki Shin’yō Ginkō (engl. The Long-Term Credit Bank of Japan, Ltd.).
Nach dem Rückzug seines Vaters aus der Politik kandidierte er bei der Shūgiin-Wahl 1986 erfolgreich für dessen Nachfolge im 2. Wahlkreis Gifu (4 Sitze). In der LDP schloss er sich der Miyazawa-Faktion an, der bereits sein Vater angehört hatte. Nach der Wahlkreisreform von 1994 wurde Kaneko zweimal (1996 und 2003) über den Verhältniswahlblock Tōkai, fünfmal im Einzelwahlkreis Gifu 4 wiedergewählt, den er zuletzt 2014 gegen Masato Imai (Ishin no Tō) gewann.
In der LDP war Kaneko 1990 stellvertretender Vorsitzender des Komitees für Parlamentsangelegenheiten und dreimal – 1995, 2000 und 2001 – stellvertretender Generalsekretär. 1991 war er parlamentarischer Staatssekretär (seimujikan) im Bauministerium. Von 1996 bis 1998 und erneut von 2006 bis 2010 war er Vorsitzender der LDP Gifu.
Bei der „Katō-Rebellion“ 2000 gegen den Premierminister und Parteivorsitzenden Yoshirō Mori war Kaneko einer der Abgeordneten, die seinem Faktionsvorsitzenden Katō treu blieben und sich beim Misstrauensvotum gegen Mori durch Abwesenheit enthielten.
Von 2003 bis 2004 gehörte Kaneko als Staatsminister für Deregulierung im Kabinett Koizumi erstmals einem Kabinett an. Am 29. September 2008 berief ihn Premierminister Tarō Asō als Nachfolger des zurückgetretenen Ministers für Land, Infrastruktur und Verkehr Nariaki Nakayama in sein Kabinett, dem er bis zum Rücktritt im September 2009 angehörte.
Zur Shūgiin-Wahl 2017 zog sich Kaneko aus der Politik zurück. Nachfolger als LDP-Abgeordneter für den Wahlkreis Gifu 4 wurde sein ältester Sohn Shunpei.